# Berberište
Berberište en serbe latin et Berberishtë en albanais (en serbe cyrillique : Бербериште) est une localité du Kosovo située dans la commune/municipalité de Leposavić/Leposaviq, district de Mitrovicë/Kosovska Mitrovica. Selon des estimations de 2009 comptabilisées pour le recensement kosovar de 2011, elle compte 16 habitants, dont une majorité de Serbes ou autres nationalités.

## Démographie

### Évolution historique de la population dans la localité
| 1948 | 1953 | 1961 | 1971 | 1981 | 1991 | 2009 |
| ---- | ---- | ---- | ---- | ---- | ---- | ---- |
| 128  | 142  | 149  | 91   | 100  | 84   | 16   |

|  |